# 戈尔达娜·西莉娅诺夫斯卡-达夫科娃
戈尔达娜·西莉娅诺夫斯卡-达夫科娃（羅馬化：Gordana Siljanovska-Davkova，1953年5月11日—），北马其顿法学教授，自2024年5月起任第6任北马其顿总统。此前曾参加2019年北馬其頓總統選舉，但在第二轮投票中输给斯特沃·彭达罗夫斯基。至2024年再度参加选举，最终以压倒性优势击败彭达罗夫斯基，成为该国史上首位女性总统。

## 履历
1953年5月11日，戈尔达娜·西莉娅诺夫斯卡-达夫科娃在南斯拉夫奥赫里德出生，小学和初中在斯科普里读书，在圣基里尔麦托迪大学获得学士及硕士学位，1994年获卢布尔雅那大学博士学位。
1989年起担任圣基里尔麦托迪大学法学院政治体制助理教授，1994年担任憲制性法律及政治制度副教授，2004年升任全职教授，此后教授宪制性法律、政治制度、当代政治制度及地方自治政府的课程。1990年至1992年，任北馬其頓議會宪法委员会委员，1992年至1994年，任布兰科·茨尔文科夫斯基内阁不管部长。2008年至2016年，任威尼斯委员会，担任民主制度、司法、拉丁美洲及宪法司法委员会小组委员会委员。此外还是欧洲理事会独立地方自治小组副主席、联合国专家，著有200篇介绍宪制性法律及政治体制的论文。
2019年2月，马其顿内部革命组织—马其顿民族统一民主党在斯特鲁加召开党代会，戈尔达娜的会上当选党内参加2019年北馬其頓總統選舉的候选人。戈尔达娜承诺，一旦胜选，就会启动恢复原国号的第二次公投。最终不敌斯特沃·彭达罗夫斯基。
2024年北马其顿总统选举，戈尔达娜再度出战，最终以压倒性优势击败斯特沃·彭达罗夫斯基，成为北马其顿首位女总统。
离就职典礼还有几天的时候，戈尔达娜公开表示会修改2017年与保加利亚签订的《睦邻友好协议》，同时反对将保加利亚人纳入国家的宪法（该条款是北马其顿成为欧盟成员国的必备条件）。保加利亚代任总理迪米塔·格拉夫切夫称不会和北马其顿妥协。保加利亚总统魯門·拉德夫表示有必要修改《北马其顿宪法》，尊重保加利亚人的人权，刹停对保加利亚的仇恨言论。
2024年5月12日，戈尔达娜正式就任北马其顿总统，她在就职演说中没有使用正式国号“北马其顿”，改用“马其顿”，引发在场的希腊大使索菲娅·菲利皮杜（Sophia Philippidou）离场抗议。希腊外交部称戈尔达娜的发言违反了《普雷斯帕協議》，严重影响两国关系，让北马其顿加入欧盟的进程受到阻碍。希腊总理基里亞科斯·米佐塔基斯称戈尔达娜的言论“非法、不可接受”。